# Indian Summer (canção)
"Indian Summer" é uma canção da banda britânica de rock Manic Street Preachers, lançada em outubro de 2007 como o quarto e último single do álbum Send Away the Tigers, lançado em maio do mesmo ano.
A faixa alcançou a posição 22 na parada de singles do Reino Unido, sendo a primeira canção do grupo a não figurar no TOP 20 desde 1996, com "A Design for Life". Para o lançamento, a banda gravou várias músicas inéditas em agosto do mesmo ano para acompanhar as edições de vinil, CD e download do single.

## Faixas

### 2 Track CD single
1. "Indian Summer" - 3:54
2. "Anorexic Rodin" - 3:18

### Maxi CD single
1. "Indian Summer" - 3:57
2. "Heyday of the Blood" - 2:44
3. "Foggy Eyes" (cover de Beat Happening) - 2:53
4. "Lady Lazarus" - 4:09 (vocais de Nicky Wire)

### 7"
1. "Indian Summer" - 3:54
2. "You Know It's Going to Hurt" - 2:51 (instrumental)

### Download digital
1. "Indian Summer" - 3:54
2. "Indian Summer" (versão demo) - 3:49

### CD promocional
1. "Indian Summer" - 3:58
2. "Indian Summer" (instrumental) - 3:56

## Ficha técnica
- James Dean Bradfield - vocais, guitarra
- Nicky Wire - baixo
- Sean Moore - bateria